# Mormonia phalanga
Mormonia phalanga är en fjärilsart som beskrevs av Augustus Radcliffe Grote 1865. Mormonia phalanga ingår i släktet Mormonia och familjen nattflyn. Inga underarter finns listade i Catalogue of Life.